# Štutica
Shtuticë en albanais et Štutica en serbe latin (en serbe cyrillique : Штутица) est une localité du Kosovo située dans la commune/municipalité de Gllogoc/Glogovac, district de Pristina (Kosovo) ou district de Kosovo (Serbie). Selon le recensement kosovar de 2011, elle compte 934 habitants, dont 933 Albanais.

## Démographie

### Évolution historique de la population dans la localité
| 1948 | 1953 | 1961 | 1971 | 1981 | 1991 | 2011 |
| ---- | ---- | ---- | ---- | ---- | ---- | ---- |
| 321  | 346  | 374  | 490  | 655  | 852  | 934  |

|  |